# نيروكوروس (خانية)
نيروكوروس (باليونانية: Νεροκούρος)‏ هي مدينة في خانية في اليونان.